# Bereich Starkenburg

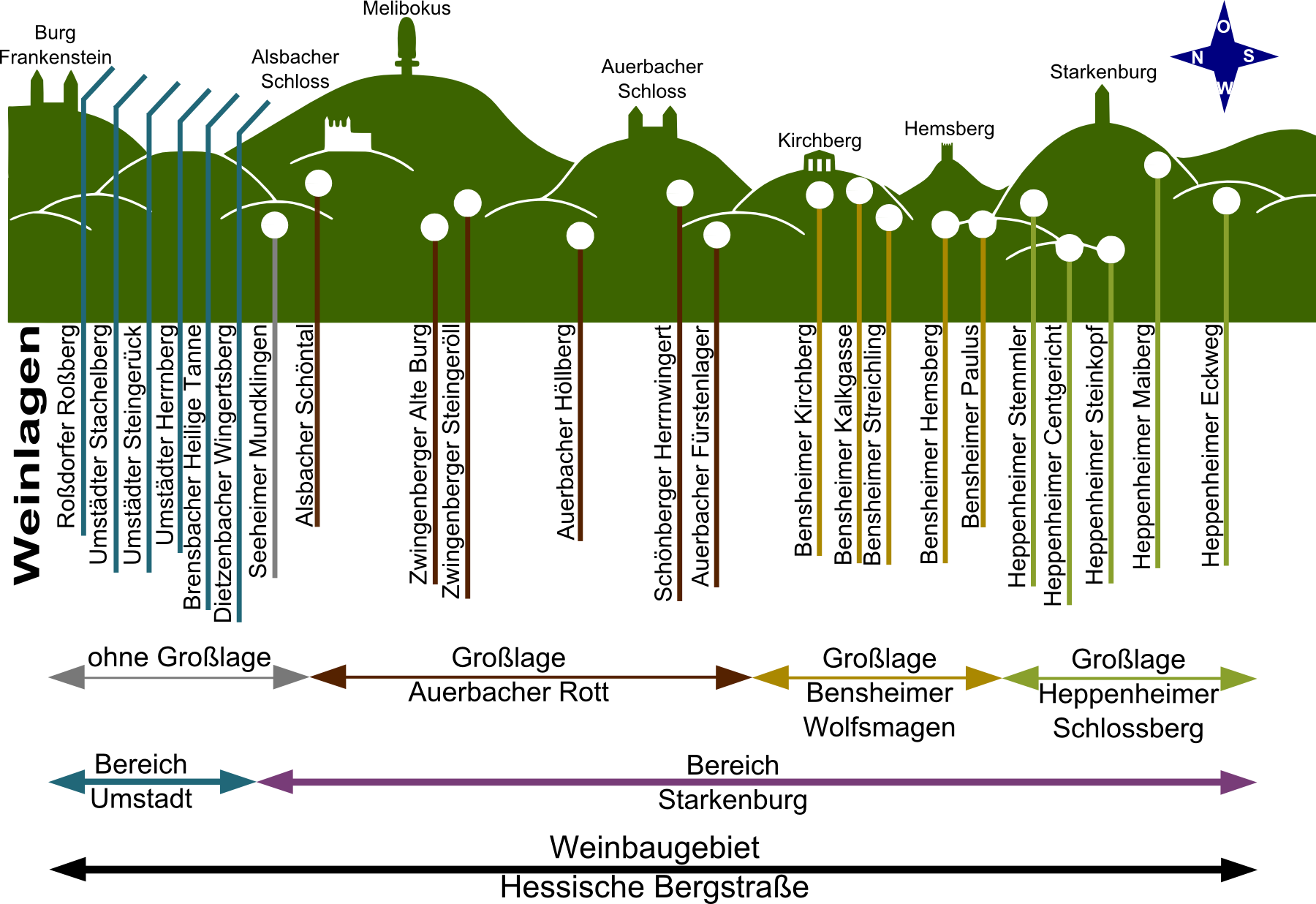
Die Weinlagen und Bereiche der Hessischen Bergstraße

Der Bereich Starkenburg ist ein Weinbaubereich im Weinbaugebiet Hessische Bergstraße in Hessen.

## Lage
Starkenburg ist der an der hessischen Bergstraße gelegene Weinbaubereich des Weinbaugebietes Hessische Bergstraße. Weitere Einzellagen des Weinbaugebiets außerhalb der namensgebenden Bergstraße liegen im Bereich Umstadt und bereichsfrei in Dietzenbach und Brensbach. Der Weinbaubereich leitet seinen Namen von der über Heppenheim gelegenen Starkenburg ab. Er erstreckt sich vom Norden von Seeheim-Jugenheim und Alsbach mit wenigen Weinbergen bis zur Hessisch–Baden-Württembergischen Landesgrenze südlich von Heppenheim. Die größten Anbauflächen befinden sich zwischen Zwingenberg und Heppenheim.

## Lagen und Rebsorten
Der Weinbaubereich Starkenburg hat die drei Großlagen: Auerbacher Rott, Bensheimer Wolfsmagen und Heppenheimer Schloßberg und seit 2005 insgesamt 17 Einzellagen.
Die Lagen teilen sich wie folgt auf:
- Seeheimer Mundklingen (großlagenfrei)
- Großlage Auerbacher Rott mit den Einzellagen Alsbacher Schöntal, Zwingenberger Alte Burg, Zwingenberger Steingeröll, Auerbacher Höllberg, Schönberger Herrnwingert, Auerbacher Fürstenlager,
- Großlage Bensheimer Wolfsmagen mit den Einzellagen Bensheimer Kirchberg, Bensheimer Kalkgasse, Bensheimer Streichling, Bensheimer Hemsberg, Bensheimer Paulus
- Großlage Heppenheimer Schloßberg mit den Einzellagen Heppenheimer Centgericht (17 ha), Heppenheimer Stemmler (105 ha), Heppenheimer Steinkopf (35,9 ha), Heppenheimer Maiberg und Heppenheimer Eckweg (115,6 ha). Bis 2005 gab es noch die 19,6 ha große Einzellage Heppenheimer Guldenzoll, im Süden von Heppenheim, in der Nähe der Landesgrenze gelegen. Sie wurde der Lage Heppenheimer Eckweg einverleibt.

Die Hessische Bergstraße ist bekannt für ihre herausragenden Rieslinge. Mit etwa 53 % stellt der Riesling auch die mit Abstand häufigste Rebsorte an der Bergstraße dar. Es folgen mit 10,1 % Müller-Thurgau und 8,3 % Grauburgunder. Die Weißweine haben zusammen einen Anteil von knapp 88 %. Rotweine sind zwar mit den verbleibenden 12 % deutlich in der Minderheit, aber ihr Anteil steigt stetig an. Hier werden vor allem die Sorten Spätburgunder, Dornfelder und St. Laurent angebaut.